# Wei Tai-Sheng
Wei Tai-Sheng (né le 20 août 2000) est un athlète taïwanais, spécialiste du sprint.
Son record personnel est de 20 s 99 obtenu à Gifu.